# Metropolitana di Palma di Maiorca
La metropolitana di Palma di Maiorca è la rete di linee metropolitane che serve la città di Palma di Maiorca, in Spagna. È composta da due linee per una lunghezza totale di 15,55 km e 16 stazioni. È stata inaugurata il 25 aprile 2007. Con i suoi 15,55 km e le sue 16 stazioni è la linea metro più piccola di Spagna. Insieme alle metro di Londra, Glasgow, Newcastle, Liverpool e Catania è uno dei pochi sistemi situati su un'isola.
In ordine cronologico, si tratta della quinta rete metropolitana attivata in Spagna, dopo quella di Madrid (1919), Barcellona (1924), Valencia (1988) e Bilbao (1995). In termini di utenza si colloca al sesto posto, dietro a quella di Siviglia, trasportando la maggior parte degli studenti dell'Università delle Isole Baleari, collocata al di fuori dei confini cittadini di Palma di Maiorca.
La rete ferroviaria è di proprietà del Governo delle Isole Baleari mentre il servizio è gestito dal Servicios Ferroviarios de Mallorca (SFM) e dal Consorcio de Transportes de Mallorca (CTM).

## Rete
La rete è composta da due linee con le seguenti caratteristiche:
| Linea   | Percorso                   | Inaugurazione | Lunghezza | Stazioni | Tempo di percorrenza |
| ------- | -------------------------- | ------------- | --------- | -------- | -------------------- |
|         | Plaza de España - UIB      | 2007          | 7,2 km    | 9        | 13 min               |
|         | Plaza de España - Marratxí | 2013          | 8,35 km   | 10       | 14 min               |
| Totale: | Totale:                    | Totale:       | 15,55     | 16       |                      |

## Storia

### Il progetto

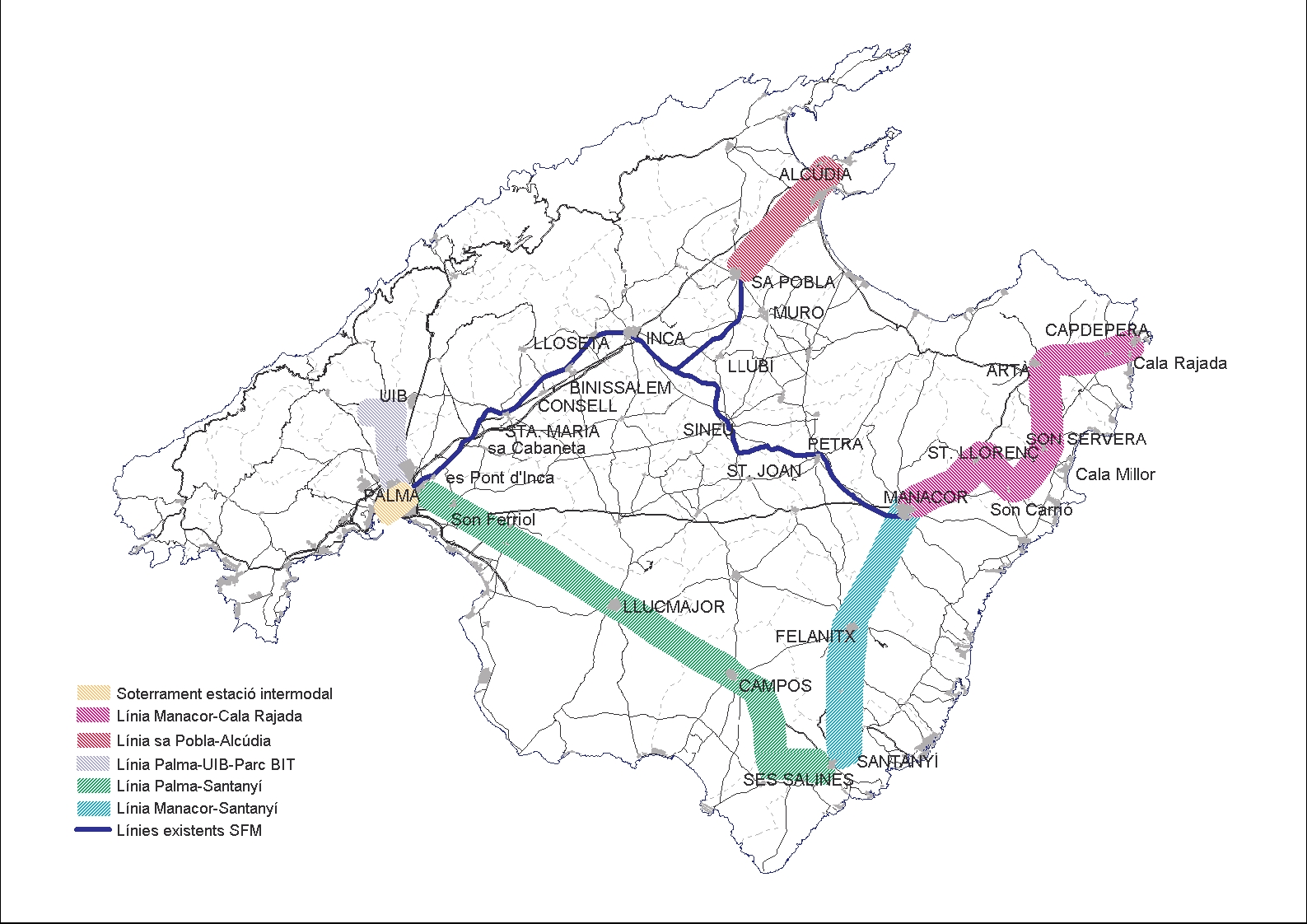
Il piano dei trasporti delle Isole Baleari prima della costruzione della rete metropolitana

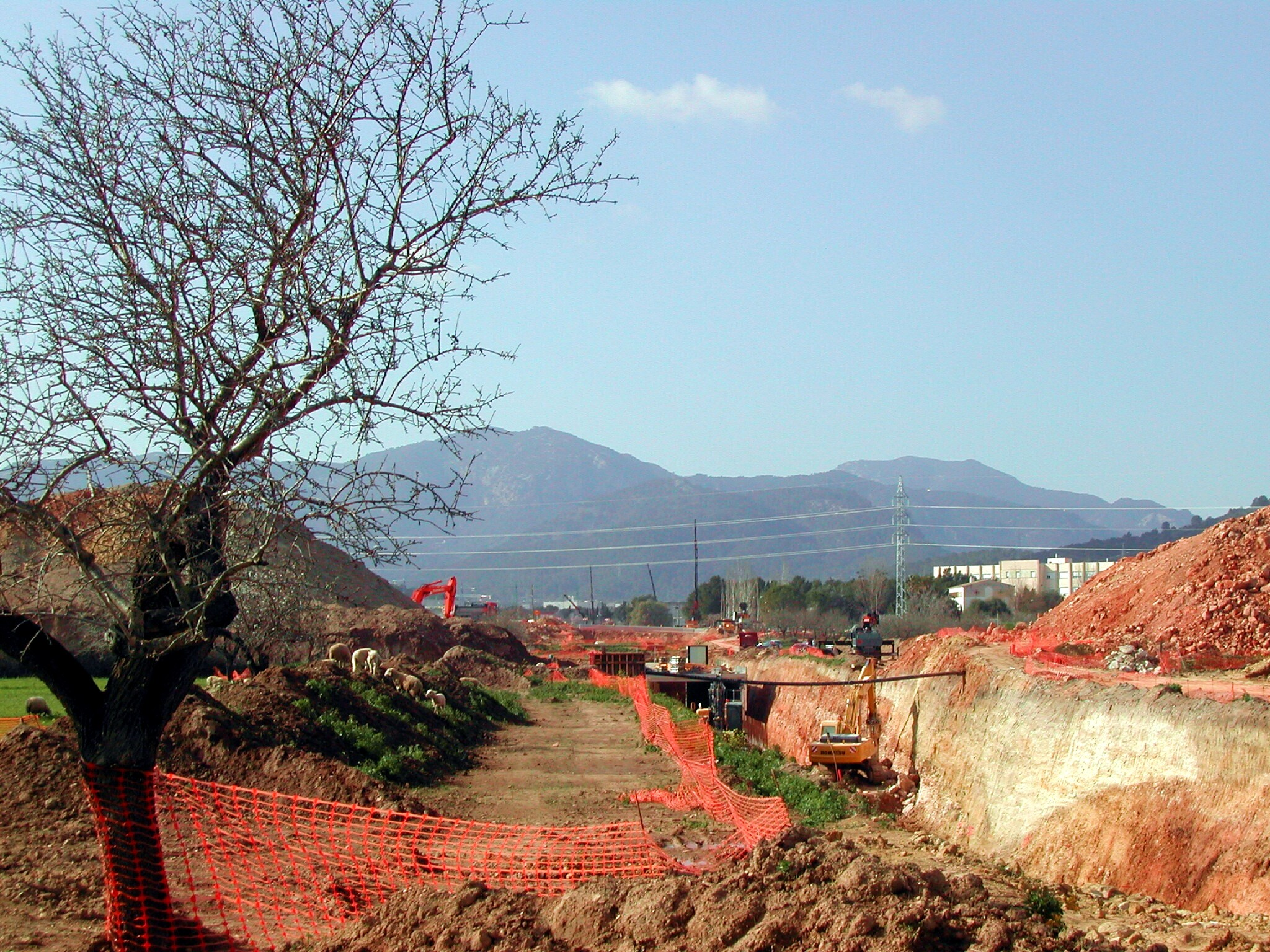
Opere di costruzione presso il campus universitario

Durante gli anni '90 alcuni gruppi di cittadini chiesero la creazione di una rete metropolitana che unisse il centro di Palma di Maiorca con la Università delle Isole Baleari, il cui campus si trovava al di fuori del territorio della città, al fine di incentivare l'uso dei mezzi pubblici e la conseguente diminuzione dei mezzi privati.
Non vennero presentanti progetti o proposte fino a quando il governo Antich (1999-2003) propose il primo progetto per unire i due punti della città. Si trattava di un percorso molto simile a quello attuale che partiva dalla stazione ferroviaria di Plaza de España fino all'università attraversando il centro città. Il percorso tra Plaza de España e l'università era in parte parallelo a quello delle linee ferroviarie già esistenti per poi procedere per il tratto finale in un percorso esclusivo. Venne inoltre progettata un'altra linea con lo scopo di unire il centro città con l'aeroporto. Il progetto prevedeva una prima fase che avrebbe visto la connessione diretta tra i due punti per poi aprire varie fermate all'interno del Distrito Levante. Il progetto venne però scartato perché considerato non praticabile economicamente. Queste due linee insieme a una linea tranviaria avrebbero dovuto far diminuire il traffico che congestionava le strade che portavano al centro città. Nel piano regolatore della città vennero assegnate le aree che avrebbero dovuto ospitare le varie infrastrutture.
La prima volta che si parlò effettivamente della possibilità di costruire un servizio di metropolitana a Palma di Maiorca fu durante la campagna elettorale del 2003. Il partito PSM-Entesa Nacionalista propose la costruzione di due linee: la linea A che univa Plaza España alla zona universitaria e la linea B che univa l'aeroporto al distretto di Portopí, attraversando il centro città. Entrambe le linee si sarebbero intersecate presso una stazione sotterranea presso Plaza España. Il progetto venne proposto come trasporto alternativo all'ampliamento della rete autostradale proposta dal Partito Popolare.

### La costruzione

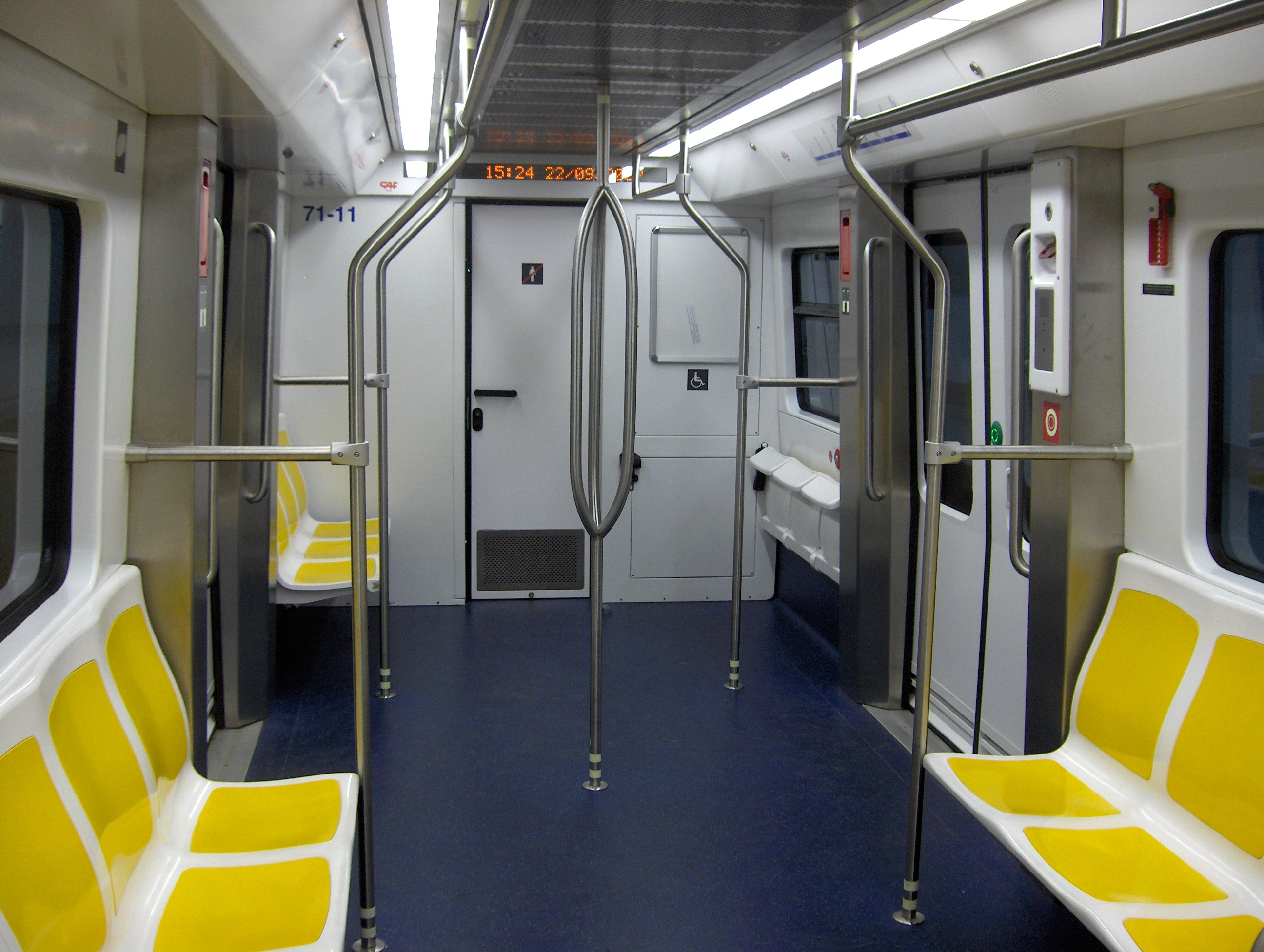
L'interno di uno dei vagoni della metropolitana

Il 23 novembre 2004 Jaume Matas, l'allora presidente delle Isole Baleari, annunciò la costruzione della prima linea metropolitana di Palma di Maiorca tra Plaza de España e la UIB. Il progetto sarebbe stato realizzato in concomitanza con il corridoio ferroviario.
La costruzione dei tunnel della metropolitana iniziò il 9 agosto 2005. Il metodo utilizzato per la costruzione fu quello del diaframma, sistema che ha permesso l'abbassamento dei costi in quanto non ha previsto l'utilizzo delle TMB. I lavori costrinsero alla chiusura di alcune strade, portando così alla protesta da parte dei commercianti delle zone, i quali avevano registrato un calo dei ricavi. Per compensare tali perdite il governo locale decise di non far pagare l'imposta sulle attività economiche e l'imposta sul valore fondiario. Nel 2006 Jaume Matas e Mabel Cabrer, consigliera delle opere pubbliche, visitarono i cantieri delle stazioni in cui la metropolitana si interscambiava con i treni della Servicios Ferroviarios de Mallorca.

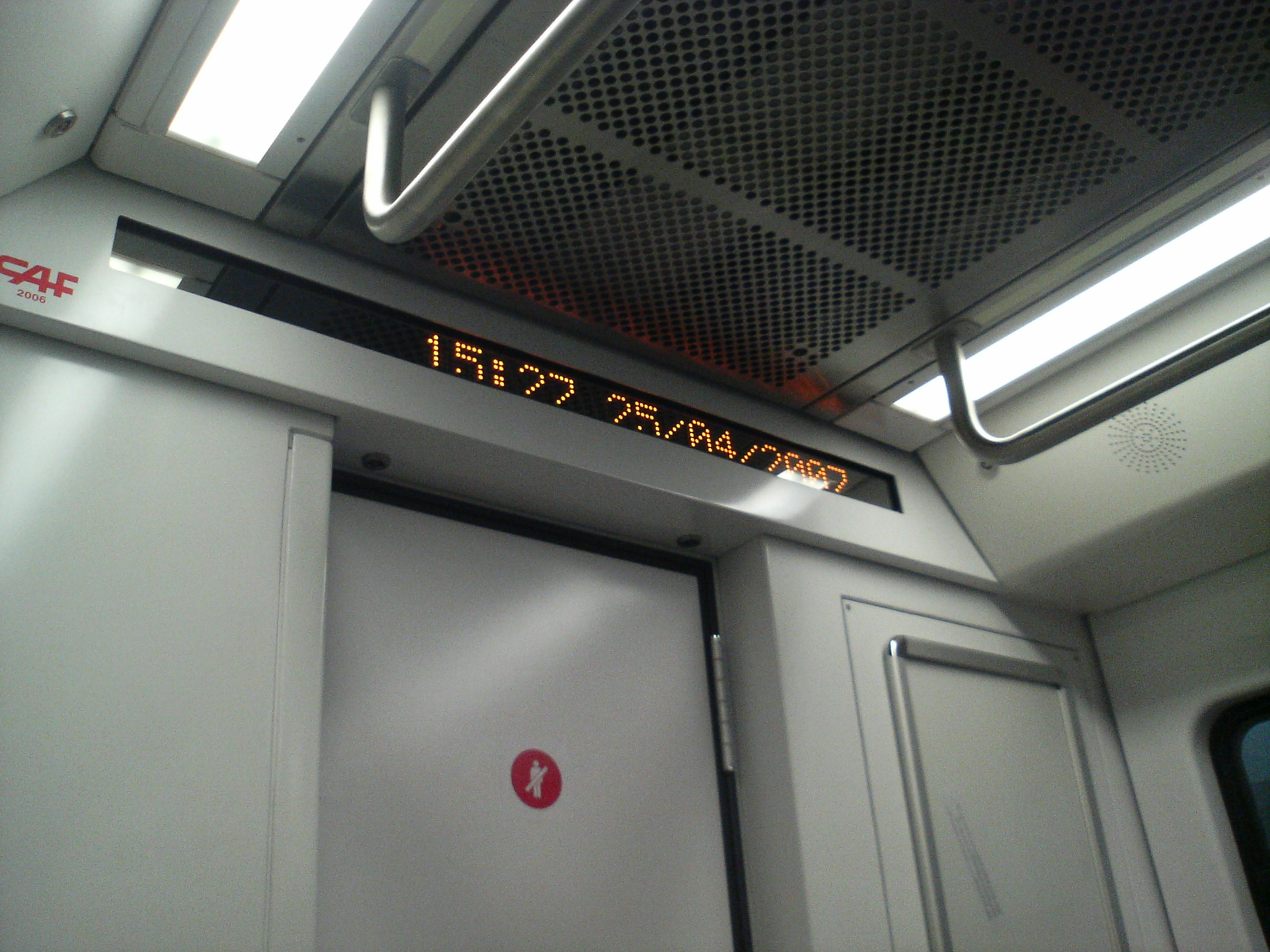
Particolare di uno dei vagoni della metropolitana

L'incidente avvenuto il 3 luglio 2006 a Valencia, in cui due vetture deragliarono tra le stazioni di Jesús e Plaça d'Espanya, portò al dibattito se le misure di sicurezza della metro in costruzione erano adeguate. Successivamente all'incidente il governo autonomo comunicò che la società che si sarebbe occupata della gestione della linea metropolitana si stava avvalendo dell'aiuto dei tecnici della metropolitana di Madrid e che si sarebbe applicata la legislatura belga in termini di sicurezza, considerata la più restrittiva in Europa, trasformando la metropolitana in un sistema sicuro e moderno. Inoltre i vigili del fuoco di Palma di Maiorca ricevettero un addestramento speciale circa eventuali incidenti che sarebbero potuti avvenire all'interno dei tunnel in costruzione.
Il 18 settembre 2006 entrò in servizio la stazione Jacint Verdaguer solo per il servizio ferroviario.

#### Le fasi della costruzione
La costruzione della linea 1 avvenne in tre fasi. La prima fase ha visto la realizzazione del tratto tra le stazioni di Son Costa-Son Fortesa e Son Fuster Vell, tratto totalmente sotterraneo. L'ampiezza dei tunnel è di 8,9 metri eccetto per i tratti delle stazioni dove l'ampiezza raggiunge i 37,9 metri. Il tracciato di questa prima fase venne modificato rispetto a quello progettato originariamente a causa delle lamentele presentate dai proprietari dei terreni colpiti dai lavori della metropolitana. Per questo motivo il tracciato venne modificato al fine di interessare maggiormente i terreni di proprietà pubblica rispetto a quelli dei privati. I lavori della fase uno vennero affidati al consorzio composto dalle società Dragados, TECSA Empresa Constructora e Matías Arrom Bibiloni, con un costo totale di 35,4 milioni di euro e che concluse i lavori in 16 mesi.
La seconda fase ha visto la realizzazione di tre stazioni sotterranee Son Castelló, Gran Vía Asima e Camí dels Reis. L'ampiezza dei tunnel è di 8,9 metri eccetto per i tratti delle stazioni dove l'ampiezza raggiunge i 34,5 metri. Rispetto al progetto originale sono stati modificati gli accessi alle stazioni. I lavori della fase due vennero affidati al consorzio composto dalle società Melchor Mascaró e CABOSA Obras y Proyectos, con un costo totale di 46,3 milioni di euro e che concluse i lavori in 17 mesi.
La terza e ultima fase dei lavori ha visto la realizzazione dell'ultimo tratto della linea fino alla stazione UIB. Il tratto si estende in superficie ad eccezione dell'ultimo tratto, in corrispondenza del capolinea, dove il tracciato ritorna ad essere sotterraneo. Inoltre in questo ultimo tratto venne costruito un viadotto della lunghezza di 180 metri per far superare la superstrada Ma-11 e la ferrovia de Sóller. In questa ultima fase le stazioni costruite furono due: Son Sardina e UIB. I lavori di questa ultima fase videro la costruzione di passi carrabili e di un parcheggio con la capacità di 100 veicoli. I lavori non hanno avuto conseguenze per le rogge di Baster y Font de la Vila, catalogate come Bien de Interés Cultural spagnoli. Durante questa fase l'ingresso della stazione del campus universitario venne spostata verso sud a causa dei lavori di ampliamento del campus stesso. Tali lavori provocarono le lamentele dei professori e degli studenti delle facoltà di Scienze e di Lettere e Filosofia, i quali a causa dei rumori dei lavori non potevano svolgere le lezioni regolarmente.  I lavori della fase tre vennero affidati al consorzio composto dalle società ALDESA Construcciones e Pavimentaciones MAN, con un costo totale di 33,2 milioni di euro e che concluse i lavori in 16 mesi e mezzo.

### Inaugurazione e chiusura momentanea

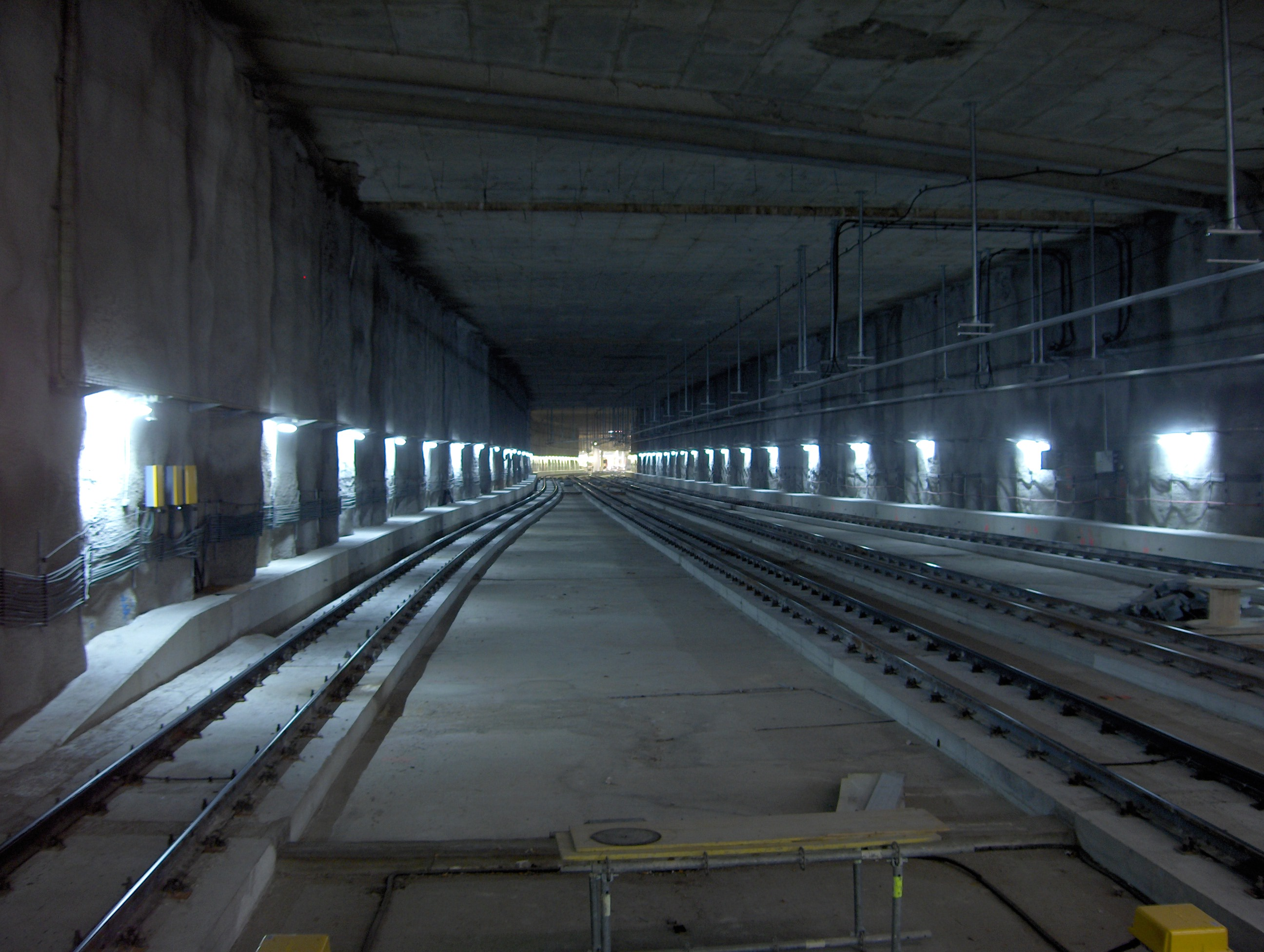
Parte del tunnel in prossimità della stazione Son Fuster Vell

La linea venne inaugurata il 25 aprile 2007, trenta giorni prima delle elezioni municipali. Per tale motivo non ci fu un'inaugurazione ufficiale, anche se Catalina Cirer, moglie del sindaco di Palma di Maiorca dal 2003 al 2007, e sostenitrice della costruzione della metropolitana viaggiò sulla metropolitana durante la campagna elettorale. Fino al 1º ottobre i viaggi sulla metropolitana furono gratuiti, al fine di far conoscere la metropolitana alla popolazione.
Il 27 agosto e il 23 settembre dello stesso anno, a causa delle forti piogge vennero chiusure le stazioni di Son Castelló e Son Sardina che vennero allagate dalla pioggia. Inoltre, anche la stazione Plaza de España subì delle infiltrazioni che portarono alla sua chiusura temporanea per permettere ai tecnici di sistemare i problemi strutturali. Lo studio sulle carenze strutturali ha rivelato che l'impermeabilizzazione della stazione di Plaza de España non era stata effettuata, che il progetto non aveva previsto in modo adeguato le infrastrutture circa il deflusso dell'acqua piovana e che parte delle gallerie costruite avevano avuto la funzione di collettori e depositi delle precipitazioni cadute sull'isola. L'offerta dei treni venne rimodulata e vennero avviati i lavori per la risoluzione dei problemi che vennero fuori a causa delle forti piogge. I lavori durano 10 mesi con un costo di 28 milioni di euro. La linea ritornò a pieno regime il 28 luglio 2008 con un costo di 0,90 euro per tratta.
Gabriel Vicens, ministro dei trasporti tra il 2007 e il 2011, a seguito degli avvenimenti dichiarò che tali avvenimenti si sarebbero potuti ripetere; infatti a causa delle precipitazioni che ci furono gli anni successivi alcune delle stazioni subirono delle infiltrazioni, anche se in modo leggero.
L'episodio fu oggetto di discussione politica, all'interno del quale il Partito Popolare spagnolo negò qualsiasi responsabilità e accuso Vicens di essere alla ricerca di capri espiatori per errori di sua responsabilità, in quanto gli avvenimenti erano avvenuto durante il periodo del suo incarico come ministro dei trasporti. Accuse che portarono alle dimissioni di quest'ultimo. A questo va aggiunto che Gabriel Sampol, uno dei responsabili delle società che si era occupata della costruzione della linea 1, rilasciò un'intervista alla rete televisiva IB3 nella quale dichiarò che le impresa responsabili della costruzioni della linea avevano ricevuto pressioni dal ministero dei trasporti maiorchino affinché la metro fosse stata inaugurata prima delle elezioni, a discapito della qualità dell'opera.

### Conseguenze dell'apertura sul trasposto urbano

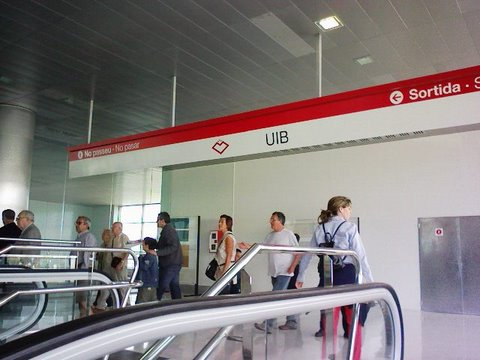
L'ingresso della stazione UIB

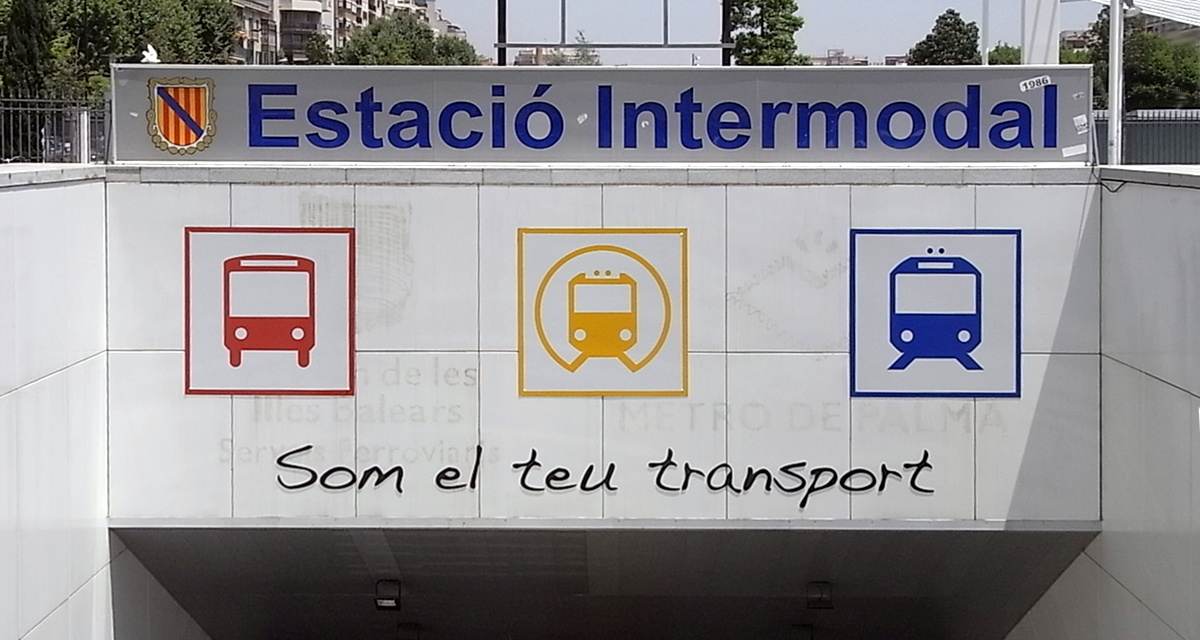
L'ingresso della stazione Plaza de España

Quando venne annunciata la costruzione della metropolitana alcuni studi dichiarano che il servizio non avrebbe avuto nessun profitto, altri studi invece affermarono che la metropolitana avrebbe assorbito il 45% della domanda di trasporto di utenti diretti presso la zona universitaria,  avrebbe assorbito il 95% degli utenti della linea 19 (linea autobus diretta verso l'università) e un 12% dei veicoli privati. Visto che la forte domanda di utenti destinati al bacino dell'università, la frequenza e gli orari della linea 1 sono adattati in base agli orari delle lezioni dell'università. Durante i mesi di luglio e agosto a causa della diminuzione della domanda per le vacanze estive, la frequenza dei treni aumenta, portando alla chiusura di tratti della linea o alla chiusura della medesima per lunghi periodi. L'apertura della metropolitana portò alla rimodulazione delle linee di superficie: le linee autobus subirono modifiche di percorso, cambio delle frequenze oppure la soppressione della linea.
L'apertura della metropolitana portò anche a lavori interni al campus universitario: i viali all'interno del campus vennero ridisegnati affinché il percorso tra la stazione della metropolitana fino alle facoltà di lontane da quest'ultima, come la facoltà per il turismo, fosse il più breve possibile. Inoltre venne introdotto all'interno del campus il servizio di bike sharing, al fine di invogliare l'utilizzo di mezzi di trasporto ecologici e per ridurre l'utilizzo delle autovetture. Nonostante ciò tale servizio venne sospeso nel 2011.
L'apertura della metropolitana portò alla nascita del Consorcio de Transportes de Mallorca, istituzione nata dalla coordinazione della EMT de Palma de Mallorca (società che si occupa del trasporto all'interno del comune di Palma di Maiorca), Servicios Ferroviarios de Mallorca (società che si occupa del trasporto ferroviario sull'isola di Maiorca) e Transportes de las Islas Baleares (società che si occupa del trasporto di autobus extraurbani sull'isola). La nascita di questa istituzione portò alla nascita di un sistema tariffario unico, il quale entrò in vigore a partire dal 26 gennaio 2008. In ogni stazione è possibile acquistare titoli di viaggi che sono validi sui vari sistemi di trasporto dell'isola.

### La creazione della linea 2
Nel novembre 2012 il Consorcio de Transportes de Mallorca annunciò la creazione della seconda linea, con un percorso tra le stazioni di Plaza de España e Marratxí. La realizzazione della linea non prevedeva costi in quanto sarebbero state utilizzate infrastrutture già esistenti e sarebbero stati utilizzati i convogli già in servizio sulla linea 1. La realizzazione della linea aveva lo scopo di ridurre il tempo di viaggio tra la capitale e le località vicine ad essa. La seconda linea della metropolitana venne realizzata in concomitanza con la Inca Express. I lavori di adeguamento iniziarono nel gennaio 2013 e durarono 2 mesi.
Il primo treno della linea 2 partì da Plaza de España alle ore 5:56, il 13 marzo 2013. Sul viaggio inaugurale erano presenti il sindaco di Marratxí, Bartomeu Oliver, il ministro dei trasporti, Biel Company e il direttore della SFM, José Ramón Orta. Così come era accaduto con la linea 1 anche questa seconda linea venne colpita dalle critiche. Poco dopo dell'apertura della linea il comitato della compagnia ferroviaria dichiarò irresponsabile la riconversione della linea senza le adeguate misure di sicurezza. Al contrario gli utenti valutarono in modo positivo la realizzazione della linea soprattutto per la diminuzione dei tempi di viaggi. Nonostante ciò alcuni utenti espressero la mancanza di informazioni circa l'attivazione della linea 2. Non vennero effettuati grandi cambiamenti nelle varie stazioni: non vennero cambiati i cartelli e i nuovi orari con le nuove frequenze vennero collocati sopra gli orari precedenti, inoltre la maggior parte degli utenti non notarono le novità.

### Cronologia
| Data inaugurazione | Tratta o Stazione              | Linea |
| ------------------ | ------------------------------ | ----- |
| 25 aprile 2007     | Plaza de España-UIB            |       |
| 13 marzo 2012      | Son Costa/Son Fortesa-Marratxí |       |
| 16 giugno 2014     | Son Cladera/Es Vivero          |       |

## Le linee

### Linea 1
La linea 1 della metropolitana di Palma di Maiorca è stata la prima linea metropolitana ad essere costruita sull'isola spagnola. I suoi capolinea sono: Plaza de España e UIB.
Ha 9 stazioni, 3 di cui sono comune con la linea 2 (le stazioni Plaza de España, Jacint Verdaguer e Son Costa-Son Fortesa), e ha una lunghezza complessiva di 7,2 km, impiegando 13 minuti per collegare i due capolinea. È contraddistinta dal colore arancione.
Si sviluppa su un tracciato interrato, eccezion fatta per la stazione in superficie di Son Sardina, punto di interscambio con la ferrovia di Soller.
Inaugurata il 25 aprile 2007, è stata costruita con lo scopo di collegare il centro della città con il campus universitario, posto nell'entroterra, togliendo il traffico automobilistico dalla strada secondaria Ma-1110 detta anche Carretera de Valldemosa. La linea trasporta principalmente gli studenti dell'Università delle Isole Baleari.

### Linea 2

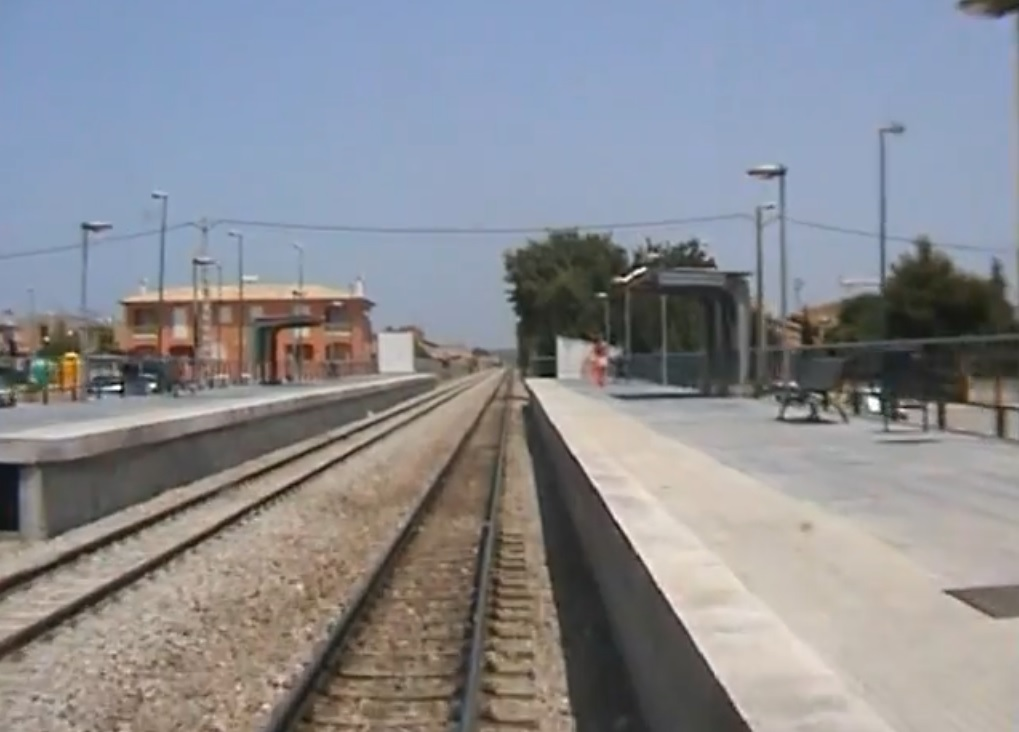
La stazione Puente de Inca Nuevo

La linea 2 della metropolitana di Palma di Maiorca è stata la seconda linea metropolitana ad essere costruita sull'isola spagnola. I suoi capolinea sono: Plaza de España e Marratxí.
Ha 9 stazioni,  3 di cui sono comune con la linea 1 (le stazioni Plaza de España, Jacint Verdaguer e Son Costa/Son Fortesa). È contraddistinta dal colore rosso.
La linea 2 ha un totale di 9 stazioni per una lunghezza di 8,35 km, coprendo l'intero percorso in 14 minuti. Essa si sviluppa per l'intero tratto sulla rete ferroviaria di Maiorca, coprendo la parte urbana della linea che collega il capoluogo maiorchino con Marratxí. Le prime tre stazioni sono comuni alla linea M1.
Entrata in servizio il 13 marzo 2013, la linea nasce con lo scopo di rendere più frequenti i collegamenti tra i due centri urbani, velocizzando le tre tratte suburbane verso le altre città dell'isola (Inca, Sa Pobla e Manacor), togliendo le fermate intermedie. Viene così creato un nuovo tipo di collegamento metropolitano con una cadenza di 15/20 minuti.

## Materiale rotabile

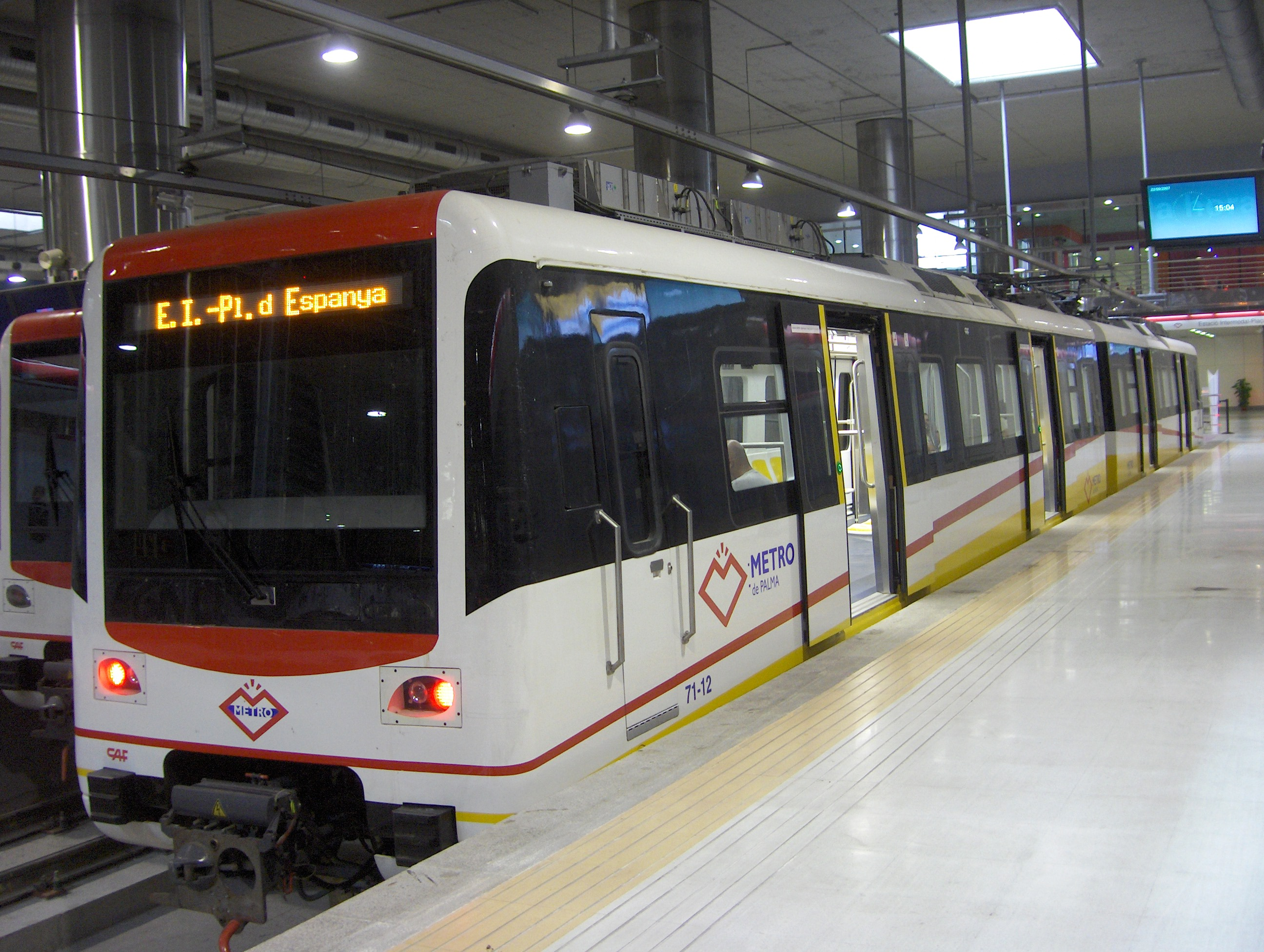
Uno dei treni della serie CAF 71 in servizio sulla rete di Palma di Maiorca

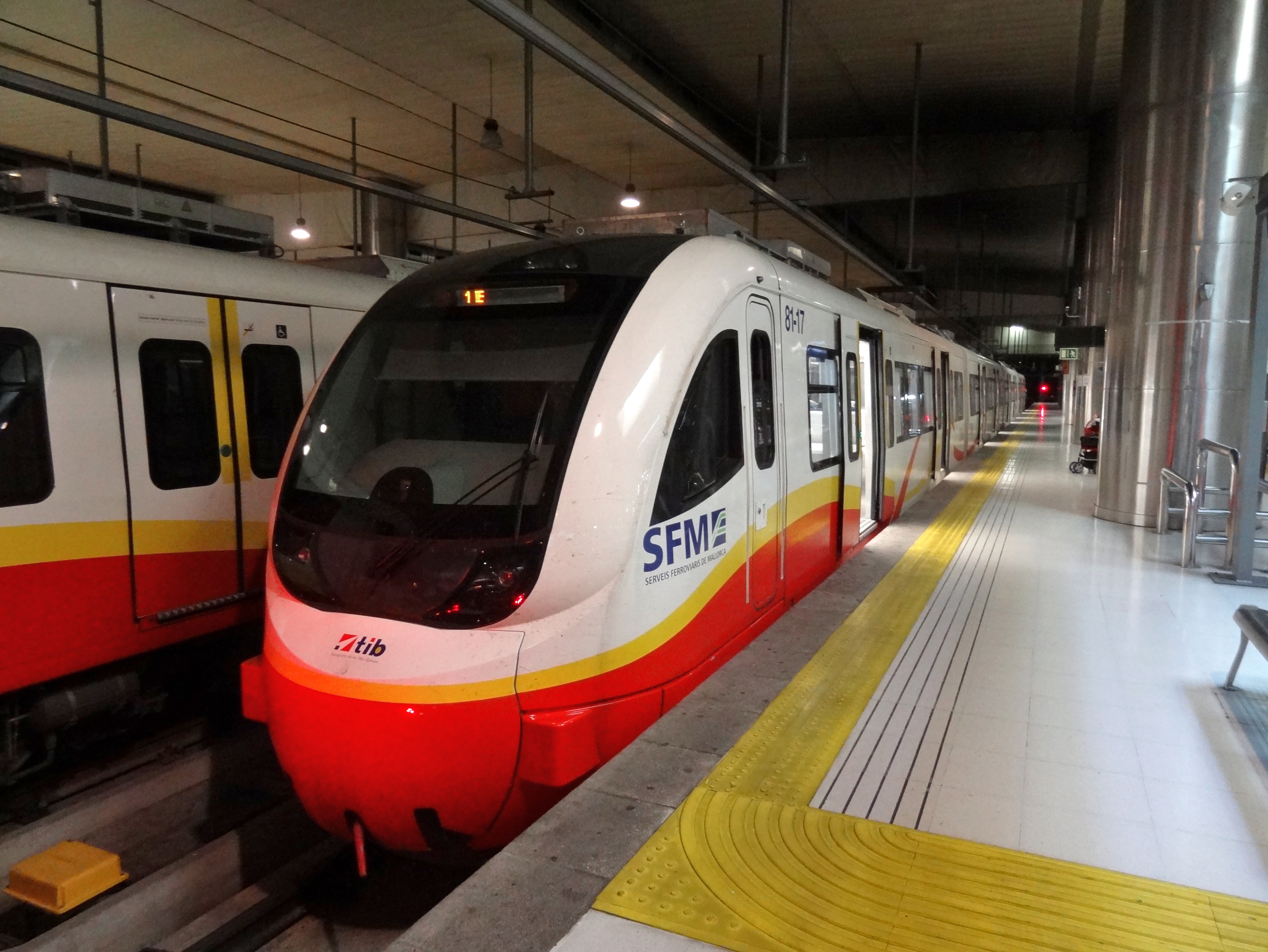
Uno dei treni della serie 8100 di costruzione della CAF in servizio sulla rete di Palma di Maiorca

All'apertura della linea 1, nel 2007,  furono introdotti in servizio i treni serie 71 della CAF. I treni vennero acquistati nel 2006 dalla CAF per oltre 14,5 milioni di euro. La capacità massima è di 306 passeggeri; 232 in piedi e 74 seduti. I treni possono raggiungere una velocità massima di 100 km/h.
Dal 13 marzo al 1 giugno 2013 circolarono sulla linea 2 cinque unità della serie Serie 81 de SFM di costruzione della CAF. La capacità massima è di 386 passeggeri; 268 in piedi e 118 seduti. I treni possono raggiungere una velocità massima di 100 km/h.

## Progetti

### Prolungamenti e nuove linee
| Linea      | Tratta                                   | Inizio lavori | Inaugurazione (prevista) | Lunghezza | Stazioni | Stato del progetto |
| ---------- | ---------------------------------------- | ------------- | ------------------------ | --------- | -------- | ------------------ |
|            | UIB - Parc BIT                           | ?             | ?                        | 1,5 km    | 1        | In progettazione   |
| M3 o Ramal | Camí dels Reis - Hospital de Son Espases | ?             | ?                        | 2,1 km    | 2        | In progettazione   |

### Linea 1
È allo studio un prolungamento oltre il capolinea di UIB verso Parc BIT: la tratta lunga 1,5 km, prevedrebbe 1 stazione: Parc BIT.

### Linea 3 o Ramal
È allo studio la costruzione di una nuova linea: la tratta lunga 2,1 km, prevedrebbe 2 stazione: Parc BIT. La linea dovrebbe prendere il nome di linea 3 oppure Ramal.